# Divadlo D21
Divadlo D21 (dříve Malé Vinohradské divadlo) je profesionální nezávislá divadelní scéna a autorské divadlo sídlící na pražských Vinohradech.

## Historie a charakteristika
D21 bylo založeno v roce 2003 skupinou spřátelených divadelníků jako občanské sdružení Malé Vinohradské divadlo. V listopadu 2012 bylo přejmenováno na Divadlo D21. Ředitelkou divadla je Hana Mathauserová.
Divadlo D21 je nezávislá profesionální scéna, která má touhu dělat divadlo po svém. Progresivně a tak, aby to divadlo i diváky společně vzrušovalo a bavilo. Témata pro své divadelní inscenace čerpá hlavně ze současnosti, z toho co nás obklopuje, rozčiluje nebo rozesmává. D21 baví adaptovat pro divadlo moderní českou literaturu nebo svérázným způsobem interpretovat klasické dramatické texty. Podněty k inscenacím a projektům rádi hledají i za hranicemi světa literatury, ve filmu, v hudbě, ve vlastních zážitcích nebo na internetu. Sledují silné příběhy a aktuální témata. Jevištní poetice D21 je blízká divadelní zkratka, herecký střih, svižný způsob vyprávění a imaginace s využíváním antiiluzivních prostředků. Jedná se o prostor pro výrazné režisérské osobnosti, pro kreativní autorské přístupy.
V repertoáru divadla lze nalézt:
- vlastní autorské texty, často na aktuální společenská témata, vznikající tzv. na míru divadlu
- nové interpretace a adaptace – často klasických – literárních předloh, opírající se o výrazná režijní východiska

Významnou součástí aktivit D21 je projekt Divadlo školám  - soubor více než dvou desítek inscenací pro mateřské, základní i střední školy. D21 ho úspěšně rozvíjí od roku 2003, ročně v rámci tohoto projektu D21 odehraje i 120 představení. Myšlenkou projektu je nabídnout divadelní představení nejen jako vhodný doplněk výuky, ale také být školám plnohodnotným partnerem. V rámci projektu divadlo nabízí doprovodné programy pod vedením divadelních lektorů - úvody před představením (tzv. stratéry), diskuse s tvůrci, workshopy a další. Divadlo nabízí nezaměnitelný zážitek, možnost prožít osudy historických osobností, poznat autory i postavy jinak, živě, skutečně a lidsky, což napomáhá danou látku lépe pochopit a zapamatovat si.

## Herecký soubor

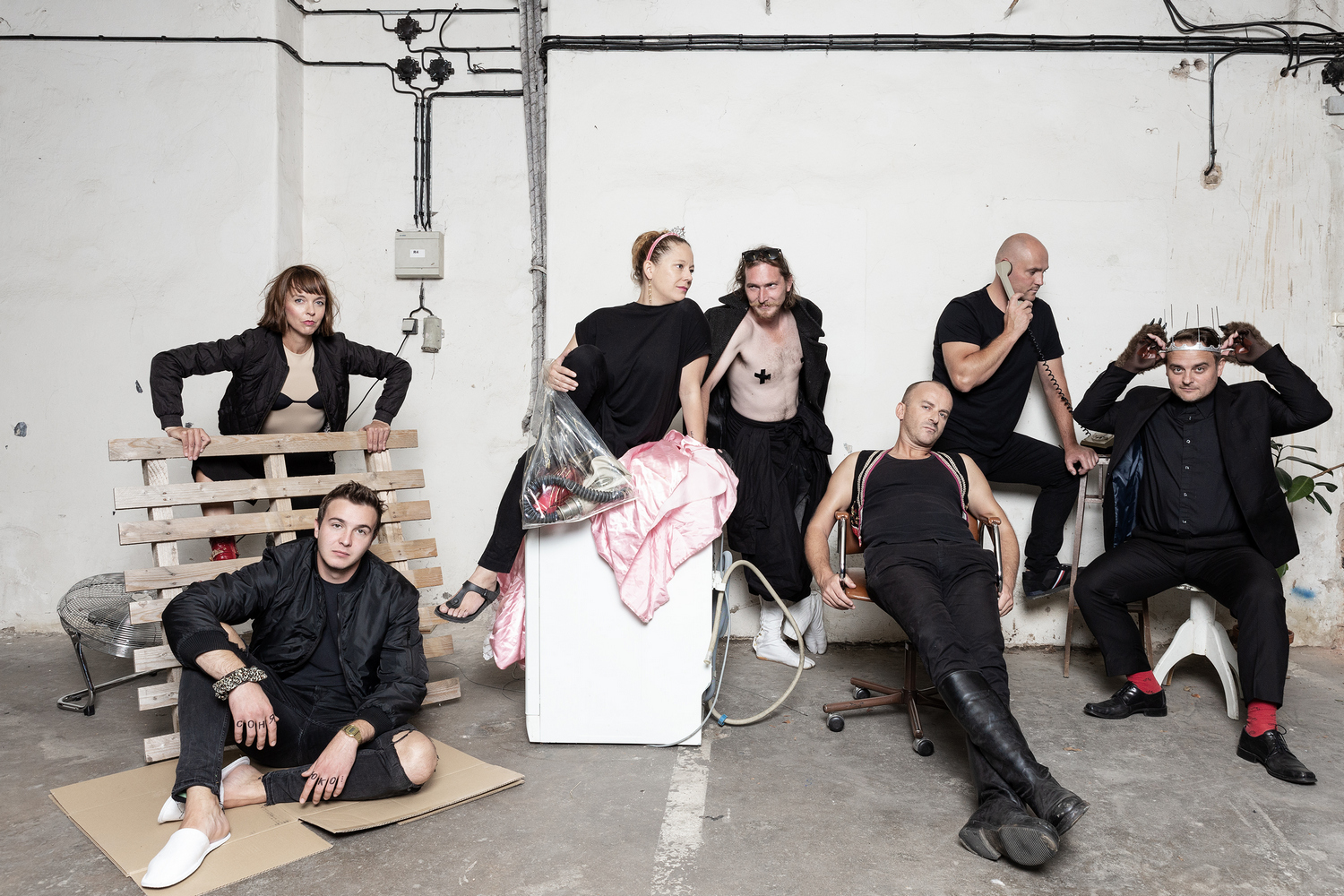
Herecký soubor Divadla D21, sezóna 2020/2021

- Lukáš Šolc
- Hana Mathauserová
- Ivana Machalová
- Petr Pochop
- Stela Chmelová
- Hasan Zahirović
- Samuel Neduha
- Jakub Jelínek
- Michal Kraus

## Současné vedení divadla
- Ředitelka: Hana Mathauserová
- Kmenová dramaturgyně: Kristýna Tejmarová (Čepková)
- Produkce, zájezdy: Barbora Ježková
- Projekt DIVADLO ŠKOLÁM: Ivana Huspeková
- Pronájmy: Michaela Lacigová

## Repertoár

### Sezóna 2024/25[7]
Podtitul sezóny: Z(a)tracený mládí
PREMIÉRY: 
Jozef Karika, Adam Steinbauer: NA SMRT, režie: Adam Steinbauer, premiéra 29. 11. 2024
William Saroyan, Jiří Roth: TRACYHO TYGR, režie: Peter Chmela, premiéra 28. 2. 2025
Barbara Herz: KUCHAŘKA PRO DISIDENTY, režie: Barbara Herz, premiéra 20. 5. 2025